# Ян Бучацький (староста)
Бучацький Ян (іноді Іван Бучацький, Ян Литвиновський) гербу Абданк (бл.1400 — між 19 лютого 1451/25 травня 1454) — шляхтич, урядник в Галичині, що належала Королівству Польському, представник роду Бучацьких.

## Біографія
Старший син подільського воєводи, галицького старости й каштеляна Міхала Бучацького з Підгаєць та його дружини Ельжбети Княгиницької з Підгаєць, сестри галицького каштеляна Яна Влодковича з Княгиничів (Яричева, Кукільників; Яричовскої, або Княгиницької).
1434 року згаданий як теребовлянський староста. Після загибелі батька в 1438 році з малолітніми братами та матір'ю-вдовою перебував під опікою стрийка Міхала «Мужила» Бучацького (до 1444) та вуя — галицького каштеляна Яна Влодковича (Княгиницького) (до 1445). Досягнувши повноліття[джерело?], у січні 1445 році перейняв опіку над молодшими братами.
Попри участь у конфедерації Спитка з Мельштина, став старостою теребовельським з жовтня 1439 року, а у травні того ж року разом з братом Міхалом, теж конфедератом, отримали від короля Казимира IV Яґеллончика запис 300 гривень, забезпечених на Тлумачі 1441 р. в Галичі видав грамоту, якою зобов'язався виплатити руському (львівському) воєводі Пйотрові Одровонжу 300 польських гривень. Як судовий засідатель, згадується в найдавніших записках львівських судів 1440-1456 років з 14 березня 1443 р. по 14 травня 1453 р. За часів його батька у Литвинові існувало дерев'яне укріплення — Fortalicjum. 1448 року надав фундаційну грамоту на закладення у Литвинові костелу.
14 липня 1453 року його інтереси під час засідання львівського суду представляв Ян Ширменський. Помер або загинув між 14 липня 1453 р. та 25 травня 1454 р. (цього дня розглядався позов львівського латинського архиєпископа Григорія Сяноцького до вдови Яна Бучацького — Ядвиґи з Бережан (Литвинівської)).

## Шлюб, діти
Був одружений з Ядвиґою Цебровською з Бережан та Божикова (другий чоловік — Грицько Кердейович), у шлюбі з якою народились:
- Ян (? — після 1476) — дідич Литвинова; 2 травня 1476 р., разом з Яном Скарбеком у Саранчуках видали фундушеву грамоту для парафіяльного костелу в Литвинові, підтвердив грамоту батька[22]
- Анна — доброчинниця Латинського катедрального собору у Львові, [23] дружина белзького каштеляна Дерслава з Угнева[24] (у джерелах — з Говнова[25][26][27]), син белзького воєводи Зиґмунта з Радзанова, Угнева[28][27]. У 1457 році опікуном дітей був брат Яна Бучацького Миколай[11].

## Маєтності
1448 року провів остаточний поділ родових маєтностей, отримав, зокрема, Литвинів, тому став підписуватися Литвинівський. Володів селами Богородчани, Хриплин, Черніїв,  як найстарший з синів мав успадкувати Чешибіси (тепер Єзупіль). 1453 року від стрийка М. Мужила набув Библо (тодішній Галицький повіт).